# Marcin Troński
Marcin Troński est un acteur polonais de cinéma, de théâtre et de doublage né le 13 juin 1954 à Varsovie.

## Biographie
Marcin Troński est né le 13 juin 1954 à Varsovie, capitale de la Pologne. Il est le fils d'Izabella Wilczyńska-Szalawska (pl) et de Bronisław Troński (pl).
Il est diplômé de l'Académie de théâtre Alexandre-Zelwerowicz en 1977 et fait ses débuts au théâtre la même année.
De 1977 à 1997, il se produit au Théâtre contemporain de Varsovie (pl) et, de 1997 à 2007, au Théâtre dramatique de Varsovie.
De 1978 à 1993, il a été l'un des conférenciers de l'Académie de théâtre Alexandre-Zelwerowicz à Varsovie.

## Récompenses et distinctions
En 2015, il reçoit le prix Wielki Splendor (pl) décerné par l'équipe artistique du théâtre radiophonique polonais,.
En 2017, il reçoit le prix du public pour la pièce radiophonique (auteur et mise en scène) Nie jestem wielbłądem lors du 17e festival du théâtre, de la radio et de la télévision polonaise Dwa Teatry (pl) à Sopot.